# Bergüzar Korel
Bergüzar Gökçe Korel (* 27. August 1982 in Istanbul) ist eine türkische Schauspielerin und Sängerin.

## Leben und Karriere
Korel wurde am 27. August 1982 in Istanbul geboren. Sie ist die Tochter der beiden Schauspieler Tanju Korel und Hülya Darcan. Ihre Familie ist balkantürkischer und albanischer Abstammung. Sie studierte an der Mimar Sinan Üniversitesi. Ihr Debüt gab sie 1998 in der Serie Kırık Hayatlar. Ihre erste Hauptrolle bekam sie 2006 in dem Film Tal der Wölfe – Irak. 2009 heiratete Korel den türkischen Schauspieler Halit Ergenç. 2010 bekam sie ihr erstes Kind. Außerdem trat sie 2012 in der Fernsehserie Karadayı auf. März 2020 bekam sie ihr zweites Kind. Anschließend spielte sie 2021 in dem Film Bir Aşk İki Hayat die Hauptrolle.

## Diskografie

### Alben
- 2016: Aykut Gürel Presents: Bergüzar Korel
- 2020: Aykut Gürel Presents: Bergüzar Korel, Vol. 2

### Songs (Auswahl)
- 2016: Aldatıldık
- 2016: Kaç Yıl Geçti Aradan
- 2020: Son Mektup

## Filmografie
Filme
- 1999: Şen Olasın Ürgüp
- 2006: Tal der Wölfe – Irak
- 2009: Aşk Geliyorum Demez
- 2019: Bir Aşk İki Hayat
- 2021: Azizler

Serien
- 1998: Kırık Hayatlar
- 2001: Cemalım
- 2005: Zeytin Dalı
- 2006: Emrah Adak
- 2006–2009: Binbir Gece
- 2010–2011: Bitmeyen Şarkı
- 2011: Muhteşem Yüzyıl
- 2012–2015: Karadayı
- 2016–2018: Vatanım Sensin